# Coluria longifolia
Coluria longifolia là loài thực vật có hoa trong họ Hoa hồng. Loài này được Maxim. mô tả khoa học đầu tiên năm 1882.